# Vickers, Bristow & Company
Vickers, Bristow & Company war ein britischer Hersteller von Automobilen.

## Unternehmensgeschichte
Das Unternehmen aus dem Londoner Stadtteil Piccadilly begann 1913 mit der Produktion von Automobilen. Der Markenname lautete Vickstow. 1914 endete die Produktion.

## Fahrzeuge
Im Angebot stand nur ein Modell. Ein Vierzylindermotor mit 1959 cm³ Hubraum trieb das Fahrzeug an. Die Karosserie bot Platz für zwei Personen.